# Stenoterommata palmar
Stenoterommata palmar là một loài nhện trong họ Nemesiidae.
Stenoterommata palmar được miêu tả năm 1995 bởi Goloboff.